# Puranogaun Dapcha
Puranogaun Dapcha (nep. पुरानोगाउँ दाप्चा) – gaun wikas samiti w środkowej części Nepalu w strefie Bagmati w dystrykcie Kavrepalanchok. Według nepalskiego spisu powszechnego z 2001 roku liczył on 431 gospodarstw domowych i 2147 mieszkańców (1098 kobiet i 1049 mężczyzn).